# Stelletta stellifera
Stelletta stellifera är en svampdjursart som beskrevs av Kieschnick 1896. Stelletta stellifera ingår i släktet Stelletta och familjen Ancorinidae. Inga underarter finns listade i Catalogue of Life.